# Imiltrude
Imiltrude (fl. VIII secolo) è stata una regina franca congiunta di Carlo Magno.

## Biografia
Nel 767 Carlo il grande cui converrà poi l'appellativo di "Magno", primogenito del re dei Franchi, si unì a Imiltrude, giovane aristocratica di modesto rango, in una forma, se non indissolubile, tuttavia riconosciuta, che poteva anche sfociare nel vero e proprio matrimonio, secondo la prassi franca del Friedelehe con cui avevano iniziato la loro unione anche i genitori medesimi di Carlo e del fratello Carlomanno.
Ci si spiega allora perché Eginardo, il biografo che dal 791 fu alla corte di re Carlo, non ritenesse legittime le sue nozze con Imiltrude. Eppure, proprio da lei nel 769 nacque il primo figlio maschio di Carlo, chiamato Pipino come il nonno e soprannominato "il Gobbo" (ella gli aveva dato anche una figlia, chiamata Amaltrude). Imiltrude fu poi ripudiata nel 770.
Di Imiltrude sono ignote le date di nascita e di morte. Si può evincere che fosse di una famiglia nobiliare franco-alsaziana.